# Caprella pilipalma
Caprella pilipalma är en kräftdjursart som beskrevs av Dougherty och Steinberg 1953. Caprella pilipalma ingår i släktet Caprella och familjen Caprellidae. Inga underarter finns listade i Catalogue of Life.